# 13689 Succi
13689 Succi è un asteroide della fascia principale. Scoperto nel 1997, presenta un'orbita caratterizzata da un semiasse maggiore pari a 3,1619482 au e da un'eccentricità di 0,0565309, inclinata di 10,27418° rispetto all'eclittica.
L'asteroide è dedicato allo scienziato italiano Carlo Succi.